# Isola di Lemersurier
Lemesurier è la seconda isola per dimensione all'interno dello Stretto Icy, in Alaska sud-orientale, negli Stati Uniti. Situata tra l'isola di Chichagof e la terraferma, l'isola di Lemesurier è pressoché disabitata e le città ad essa più vicine sono Gustavus a 20 km ed Elfin Cove a 14 km.
Gli indigeni Tiglit chiamavano quest'isola con il nome Tàaś Daa, traducibile come "Marea dalle due teste". Il naturalista statunitense William Healey Dall la ribattezzò con l'attuale nome in onore di William Le Mesurier (1767–1833), un ufficiale della Royal Navy imbarcato sulla nave HMS Chatham.
Lemesurier ha un'area di 27,53 km² e, in base al censimento del 2000, conta un solo abitante. Insieme a Pleasant Island e alle Isole Inian, forma la Pleasant/Lemesurier/Inian Islands Wilderness, un'area selvatica protetta dal National Wilderness Preservation System.